# Collins Mensah
Collins Mensah (ur. 19 lutego 1961) – ghański lekkoatleta, sprinter.

## Osiągnięcia
| Rok  | Impreza              | Miejsce     | Konkurencja             | Lokata     | Wynik |
| ---- | -------------------- | ----------- | ----------------------- | ---------- | ----- |
| 1984 | Igrzyska olimpijskie | Los Angeles | bieg na 100 metrów      | eliminacje | 10,92 |
| 1984 | Igrzyska olimpijskie | Los Angeles | sztafeta 4 × 100 metrów | półfinał   | 40,19 |

## Rekordy życiowe
- Bieg na 100 metrów – 10,66 (1984)